# Elizabeth J. Cron
Elizabeth J. Cron (* 1988) ist eine US-amerikanische Schauspielerin, Filmproduzentin, Filmschaffende und Model.

## Leben
Cron wurde zwischen dem 22. Juni und 22. Juli 1988 geboren. Sie studierte 2004 an der University of California, Los Angeles und 2006 am Muhlenberg College Schauspiel. Von 2005 bis 2007 studierte sie am Lehigh Carbon Community College. Am  Los Angeles City College lernte sie von 2010 bis 2012 Tanz, von 2012 bis 2015 machte sie an der California State University, Los Angeles ihren Bachelor of Arts in Theaterschauspiel und Tanz. Sie nahm ab 2014 an verschiedenen Schönheitswettbewerben teil und wurde 2014 Miss California USA und Ms. Coastal States Globe, 2015 wurde sie zur Ms. Greater Ventura County ernannt und gewann im selben Jahr den Titel der Ms. Western States. Diesen konnte sie im Folgejahr verteidigen. Weitere Titel, die sie gewann, waren Ms. North Hollywood, Queen of Asia Pacific, Miss US 2016, Miss Pennsylvania 2015, Miss Tourism Sri Lanka International 2016 und Ms. Newport Coast. 2021 wurde sie zur Miss Romania World International gekürt. Während und nach ihrem Studium übte sie verschiedene Berufe wie professionelle Tänzerin oder Facilitymanagerin aus.
Sie debütierte 2011 in einer Nebenrolle im Spielfilm The New Republic. Nach Besetzungen in einem Kurzfilm und zwei Fernsehserien in den folgenden Jahren bekam sie eine größere Filmrolle im Tierhorrorfilm Megalodon – Die Bestie aus der Tiefe. 2019 folgten Rollen in Doctor Death und The Final Level – Flucht aus Rancala. Für letzteren Film war sie auch als Produzentin tätig.

## Filmografie

### Schauspiel
- 2011: The New Republic
- 2012: SuperHot Apocalypse (Kurzfilm)
- 2013: Weather or Not (Fernsehserie)
- 2016: Deadly Sins (Fernsehserie, Episode 5x07)
- 2018: Megalodon – Die Bestie aus der Tiefe (Megalodon) (Fernsehfilm)
- 2019: Doctor Death
- 2019: The Final Level – Flucht aus Rancala (The Final Level: Escaping Rancala)
- 2021: I Am Mortal
- 2021: Ashley Jones Is Perfectly Normal
- 2024: The Gray House (Fernsehserie)

### Produktion
- 2019: In Time (Kurzfilm)
- 2019: The Final Level – Flucht aus Rancala (The Final Level: Escaping Rancala)
- 2021: Ashley Jones Is Perfectly Normal

### Filmschaffende
- 2016: Talks About Life (Fernsehserie) (Regie)